# 릭 스프링필드
릭 스프링필드(Rick Springfield, 1949년 8월 23일 ~ )는 오스트레일리아의 싱어송라이터 겸 뮤지컬 배우이다.
오스트레일리아 뉴사우스웨일스주 사우스웬드워시빌에서 출생하여 오스트레일리아 뉴사우스웨일스주 시드니에서 성장한 그는 미국 록 음악 밴드 "로스 브라보스(Los Bravos)"의 《Black is black》라는 곡을 리메이크한 가수로 널리 알려져 있다.

## 주요 경력
- 1962년 오스트레일리아에서 기타 연주자로 첫 데뷔.
- 1963년 미국에서 연극배우 데뷔.
- 1968년 오스트레일리아 록 음악 밴드 "줏(Zoot)"의 기타리스트 겸 보컬리스트로 가수 데뷔.
- 1972년 오스트레일리아에서 솔로 가수 데뷔.
- 1978년 미국 영화 《The Rockford files: dwarf in a helium hat》의 단역으로 영화배우 데뷔.
- 1982년 미국 영화 《Desperate lives》로 영화음악제작감독 데뷔.
- 1995년 미국에서 뮤지컬 배우 데뷔.